# Völkerschlachtdenkmal (Piethen)

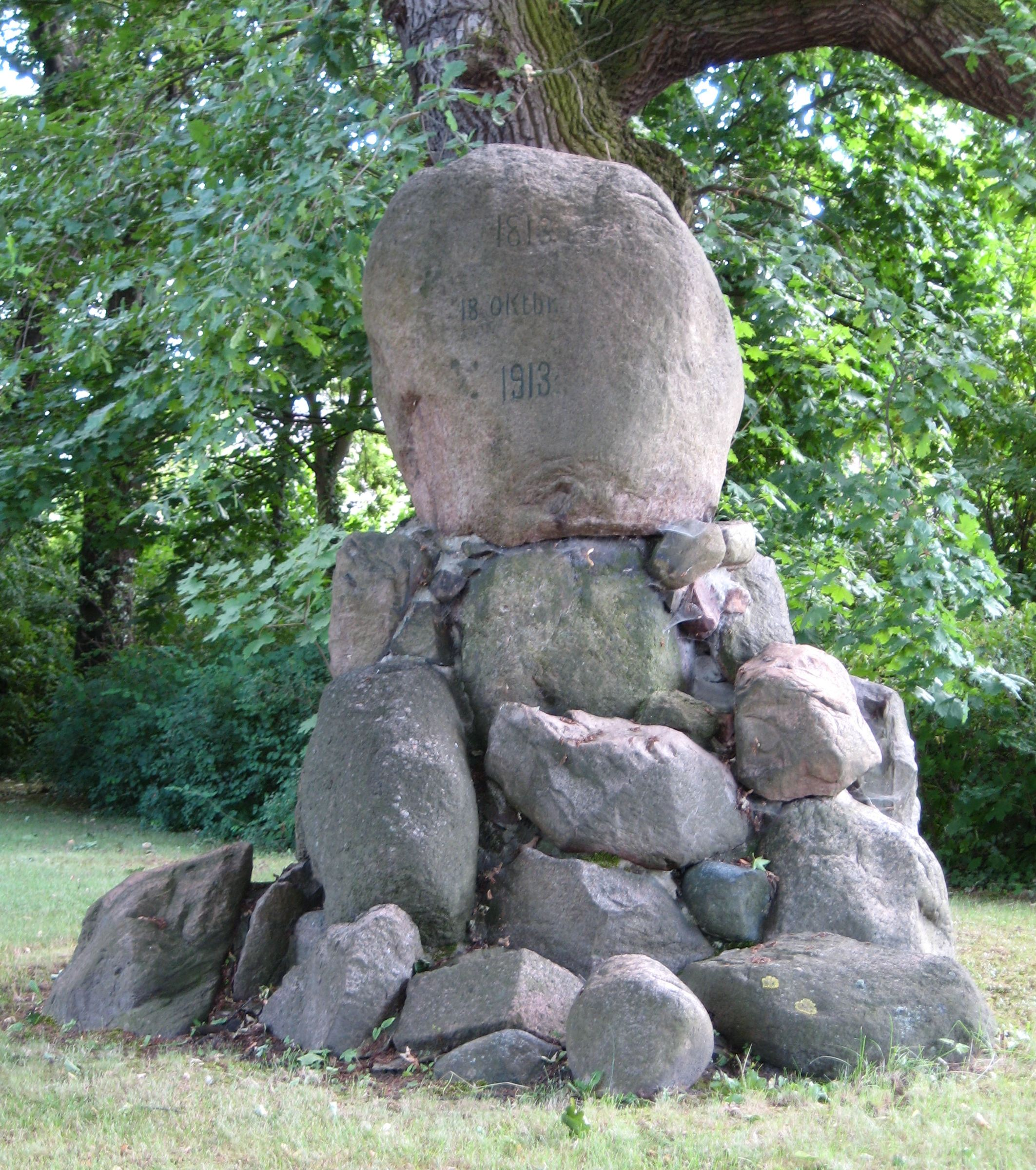
Ansicht von Westen

Das Völkerschlachtdenkmal von Piethen ist ein Gedenkstein in der Stadt Südliches Anhalt im Landkreis Anhalt-Bitterfeld in Sachsen-Anhalt. Das Kleindenkmal steht unter Denkmalschutz und ist im Denkmalverzeichnis mit der Erfassungsnummer 094 70849 als Baudenkmal eingetragen.

## Geschichte
Viele Dörfer im näheren und weiteren Umkreis von Leipzig errichteten anlässlich des 100. Jahrestages der Völkerschlacht bei Leipzig Gedenksteine, die oft nur die Jahreszahl der Entscheidungsschlacht der Befreiungskriege tragen. In Piethen setzte man einen solchen Stein auf einen Steinhaufen. Er befindet sich auf dem Friedhof im Ortszentrum nördlich der Kirche und westlich des Kriegerdenkmals für den Ersten Weltkrieg.

## Inschrift
Gedenksteine für die Völkerschlacht zählen zum Grenzbereich der Kriegerdenkmäler, da sie nicht konkret an Gefallene des Ortes erinnern, sondern zumeist nur Jahreszahlen tragen. In Piethen entschied man sich ähnlich wie in Weißandt-Gölzau dafür, nicht nur das Jahr zu nennen, sondern den konkreten Bezug zur Völkerschlacht herzustellen, indem folgende Inschrift anbrachte: 1813 / 18. Oktbr. / 1913. Auf das sonst so typische Eiserne Kreuz scheint man hier verzichtet zu haben. Aufgrund der schlichten Gestaltung wird teils die Denkmal-Fähigkeit angezweifelt.